# منتخب جزر المالديف تحت 23 سنة لكرة القدم
منتخب جزر المالديف تحت 23 سنة لكرة القدم هو ممثل المالديف الرسمي في المنافسات الدولية في كرة القدم في فئة كرة قدم تحت 23 سنة للرجال، يديريه اتحاد المالديف لكرة القدم.

## سجل التنافس
| سجل الألعاب الأولمبية | سجل الألعاب الأولمبية   | سجل الألعاب الأولمبية   | سجل الألعاب الأولمبية   | سجل الألعاب الأولمبية   | سجل الألعاب الأولمبية   | سجل الألعاب الأولمبية   | سجل الألعاب الأولمبية   | سجل الألعاب الأولمبية   |
| البلد المضيف/السنة    | النتيجة                 | المركز                  | لعب                     | فاز                     | تعادل*                  | خسر                     | له                      | عليه                    |
| --------------------- | ----------------------- | ----------------------- | ----------------------- | ----------------------- | ----------------------- | ----------------------- | ----------------------- | ----------------------- |
| 1896                  | لم تعقد بطولة كرة القدم | لم تعقد بطولة كرة القدم | لم تعقد بطولة كرة القدم | لم تعقد بطولة كرة القدم | لم تعقد بطولة كرة القدم | لم تعقد بطولة كرة القدم | لم تعقد بطولة كرة القدم | لم تعقد بطولة كرة القدم |
| 1900 ‏                 | لم يشارك                | لم يشارك                | لم يشارك                | لم يشارك                | لم يشارك                | لم يشارك                | لم يشارك                | لم يشارك                |
| 1904 ‏                 | لم يشارك                | لم يشارك                | لم يشارك                | لم يشارك                | لم يشارك                | لم يشارك                | لم يشارك                | لم يشارك                |
| 1908                  | لم يشارك                | لم يشارك                | لم يشارك                | لم يشارك                | لم يشارك                | لم يشارك                | لم يشارك                | لم يشارك                |
| 1912                  | لم يشارك                | لم يشارك                | لم يشارك                | لم يشارك                | لم يشارك                | لم يشارك                | لم يشارك                | لم يشارك                |
| 1920 ‏                 | لم يشارك                | لم يشارك                | لم يشارك                | لم يشارك                | لم يشارك                | لم يشارك                | لم يشارك                | لم يشارك                |
| 1924 ‏                 | لم يشارك                | لم يشارك                | لم يشارك                | لم يشارك                | لم يشارك                | لم يشارك                | لم يشارك                | لم يشارك                |
| 1928 ‏                 | لم يشارك                | لم يشارك                | لم يشارك                | لم يشارك                | لم يشارك                | لم يشارك                | لم يشارك                | لم يشارك                |
| 1932                  | لم تعقد بطولة كرة القدم | لم تعقد بطولة كرة القدم | لم تعقد بطولة كرة القدم | لم تعقد بطولة كرة القدم | لم تعقد بطولة كرة القدم | لم تعقد بطولة كرة القدم | لم تعقد بطولة كرة القدم | لم تعقد بطولة كرة القدم |
| 1936 ‏                 | لم يشارك                | لم يشارك                | لم يشارك                | لم يشارك                | لم يشارك                | لم يشارك                | لم يشارك                | لم يشارك                |
| 1948 ‏                 | لم يشارك                | لم يشارك                | لم يشارك                | لم يشارك                | لم يشارك                | لم يشارك                | لم يشارك                | لم يشارك                |
| 1952 ‏                 | لم يشارك                | لم يشارك                | لم يشارك                | لم يشارك                | لم يشارك                | لم يشارك                | لم يشارك                | لم يشارك                |
| 1956 ‏                 | لم يشارك                | لم يشارك                | لم يشارك                | لم يشارك                | لم يشارك                | لم يشارك                | لم يشارك                | لم يشارك                |
| 1960 ‏                 | لم يشارك                | لم يشارك                | لم يشارك                | لم يشارك                | لم يشارك                | لم يشارك                | لم يشارك                | لم يشارك                |
| 1964                  | لم يشارك                | لم يشارك                | لم يشارك                | لم يشارك                | لم يشارك                | لم يشارك                | لم يشارك                | لم يشارك                |
| 1968 ‏                 | لم يشارك                | لم يشارك                | لم يشارك                | لم يشارك                | لم يشارك                | لم يشارك                | لم يشارك                | لم يشارك                |
| 1972                  | لم يشارك                | لم يشارك                | لم يشارك                | لم يشارك                | لم يشارك                | لم يشارك                | لم يشارك                | لم يشارك                |
| 1976 ‏                 | لم يشارك                | لم يشارك                | لم يشارك                | لم يشارك                | لم يشارك                | لم يشارك                | لم يشارك                | لم يشارك                |
| 1980                  | لم يشارك                | لم يشارك                | لم يشارك                | لم يشارك                | لم يشارك                | لم يشارك                | لم يشارك                | لم يشارك                |
| 1984                  | لم يشارك                | لم يشارك                | لم يشارك                | لم يشارك                | لم يشارك                | لم يشارك                | لم يشارك                | لم يشارك                |
| 1988 ‏                 | لم يشارك                | لم يشارك                | لم يشارك                | لم يشارك                | لم يشارك                | لم يشارك                | لم يشارك                | لم يشارك                |
| 1992                  | لم يشارك                | لم يشارك                | لم يشارك                | لم يشارك                | لم يشارك                | لم يشارك                | لم يشارك                | لم يشارك                |
| 1996 ‏                 | لم يشارك                | لم يشارك                | لم يشارك                | لم يشارك                | لم يشارك                | لم يشارك                | لم يشارك                | لم يشارك                |
| 2000 ‏                 | لم يشارك                | لم يشارك                | لم يشارك                | لم يشارك                | لم يشارك                | لم يشارك                | لم يشارك                | لم يشارك                |
| 2004                  | لم يشارك                | لم يشارك                | لم يشارك                | لم يشارك                | لم يشارك                | لم يشارك                | لم يشارك                | لم يشارك                |
| 2008                  | لم يتأهل                | لم يتأهل                | لم يتأهل                | لم يتأهل                | لم يتأهل                | لم يتأهل                | لم يتأهل                | لم يتأهل                |
| 2012                  | لم يتأهل                | لم يتأهل                | لم يتأهل                | لم يتأهل                | لم يتأهل                | لم يتأهل                | لم يتأهل                | لم يتأهل                |
| الاجمالي              | -                       | 0/25                    | 0                       | 0                       | 0                       | 0                       | 0                       | 0                       |

| سجل الألعاب الآسيوية | سجل الألعاب الآسيوية | سجل الألعاب الآسيوية | سجل الألعاب الآسيوية | سجل الألعاب الآسيوية | سجل الألعاب الآسيوية | سجل الألعاب الآسيوية | سجل الألعاب الآسيوية | سجل الألعاب الآسيوية |
| البلد المضيف/السنة   | النتيجة              | المركز               | لعب                  | فاز                  | تعادل*               | خسر                  | له                   | عليه                 |
| -------------------- | -------------------- | -------------------- | -------------------- | -------------------- | -------------------- | -------------------- | -------------------- | -------------------- |
| 2002                 | الجولة 1             | 22                   | 3                    | 0                    | 0                    | 3                    | 1                    | 12                   |
| 2006 ‏                | الجولة 2             | 19                   | 3                    | 0                    | 0                    | 3                    | 2                    | 6                    |
| 2010                 | الجولة 1             | 17                   | 3                    | 0                    | 2                    | 1                    | 3                    | 3                    |
| 2014                 | الجولة 1             | 21                   | 3                    | 1                    | 0                    | 2                    | 3                    | 8                    |
| الاجمالي             | -                    | 4/4                  | 12                   | 1                    | 2                    | 9                    | 9                    | 29                   |

| بطولة آسيا تحت 23 عاما | بطولة آسيا تحت 23 عاما | بطولة آسيا تحت 23 عاما | بطولة آسيا تحت 23 عاما | بطولة آسيا تحت 23 عاما | بطولة آسيا تحت 23 عاما | بطولة آسيا تحت 23 عاما | بطولة آسيا تحت 23 عاما | بطولة آسيا تحت 23 عاما |
| البلد المضيف/السنة     | النتيجة                | المركز                 | لعب                    | فاز                    | تعادل*                 | خسر                    | له                     | عليه                   |
| ---------------------- | ---------------------- | ---------------------- | ---------------------- | ---------------------- | ---------------------- | ---------------------- | ---------------------- | ---------------------- |
| 2014                   | لم يتأهل               | لم يتأهل               | لم يتأهل               | لم يتأهل               | لم يتأهل               | لم يتأهل               | لم يتأهل               | لم يتأهل               |
| 2016                   | لم يتأهل               | لم يتأهل               | لم يتأهل               | لم يتأهل               | لم يتأهل               | لم يتأهل               | لم يتأهل               | لم يتأهل               |
| الاجمالي               | -                      | 0/0                    | 0                      | 0                      | 0                      | 0                      | 0                      | 0                      |

| H.E. Mahinda Rajapaksa Under-23 International Football Trophy | H.E. Mahinda Rajapaksa Under-23 International Football Trophy | H.E. Mahinda Rajapaksa Under-23 International Football Trophy | H.E. Mahinda Rajapaksa Under-23 International Football Trophy | H.E. Mahinda Rajapaksa Under-23 International Football Trophy | H.E. Mahinda Rajapaksa Under-23 International Football Trophy | H.E. Mahinda Rajapaksa Under-23 International Football Trophy | H.E. Mahinda Rajapaksa Under-23 International Football Trophy | H.E. Mahinda Rajapaksa Under-23 International Football Trophy |
| البلد المضيف/السنة                                            | النتيجة                                                       | المركز                                                        | لعب                                                           | فاز                                                           | تعادل*                                                        | خسر                                                           | له                                                            | عليه                                                          |
| ------------------------------------------------------------- | ------------------------------------------------------------- | ------------------------------------------------------------- | ------------------------------------------------------------- | ------------------------------------------------------------- | ------------------------------------------------------------- | ------------------------------------------------------------- | ------------------------------------------------------------- | ------------------------------------------------------------- |
| 2012                                                          | البطل                                                         | الأول                                                         | 4                                                             | 3                                                             | 0                                                             | 1                                                             | 6                                                             | 2                                                             |
| الاجمالي                                                      | 1 Title                                                       | 1/1                                                           | 4                                                             | 3                                                             | 0                                                             | 1                                                             | 6                                                             | 2                                                             |